# Atherton Tableland
Atherton Tableland je náhorní plošina v australském státě Queensland. Leží jihozápadně od Cairnsu a je součástí Velkého předělového pohoří. Rozkládá se na ploše okolo 30 000 km². Střediskem regionu je město Atherton, dalšími významnými sídly jsou Mareeba, Yungaburra a Kuranda.
Krajina byla formována sopečnou činností na počátku pleistocénu, která vytvořila sypané kužely zvané Sedm sester. Nejvyšším vrcholem je Mount Bartle Frere s 1622 m n. m. Hlavním vodním tokem oblasti je Barron River, na níž byla vybudována přehrada Tinaroo. Nachází se zde také jezero Lake Eacham, které vzniklo jako maar.
Teploty v létě přesahují třicítku a v zimě klesají až na 5 °C. Zachovaly se zde zbytky tropických deštných lesů, vegetaci tvoří převážně česnekovník, damaroň a argyrodendron. Náhorní plošinu obývá possum černoocasý, klokan stromový, rajka queenslandská, jeřáb Antigonin a lemčík hedvábný. Byl zde objeven endemický druh ováda, který dostal podle zpěvačky Beyoncé binomický název Scaptia beyonceae.
Původními obyvateli byli Austrálci z kmene Yidinji. Evropané sem pronikli v roce 1875 a krátce nato dobytkář John Atherton založil první stálé sídlo, které pojmenoval po sobě. Následný rozvoj regionu souvisel s těžbou cínu, zlata a vzácných dřevin, početnou skupinu osadníků tvořili Číňané. Za druhé světové války oblast využívala australská armáda jako výcvikový prostor. Část fyziogeografického regionu je od roku 2008 správním celkem Tablelands s 26 000 obyvateli, který patří k oblasti Far North Queensland.
Atherton Tableland patří díky úrodné vulkanické půdě a mírnému horském podnebí k nejvýznamnějším zemědělským oblastem Queenslandu. Pěstuje se cukrová třtina, kukuřice, banánovník, citrusy a makadamie, tradičně je rozšířená i živočišná výroba. Významná je také turistika; k hlavním atrakcím regionu patří Barronovy vodopády, Curtain Fig Tree a Národní park Mount Hypipamee, oblastí prochází vyhlídková železnice.